# Karl Nehammer
Karl Nehammer (* 18. října 1972 Vídeň) je rakouský politik, v letech 2021–2025 spolkový kancléř Rakouska. V letech 2017–2020 byl poslancem Národní rady, poté ministrem vnitra ve vládách Sebastiana Kurze a Alexandra Schallenberga. V prosinci 2021 vystřídal bývalého kancléře Sebastiana Kurze ve vedení Rakouské lidové strany.

## Život a politické působení
Karl Nehammer vyrůstal ve Vídni. Sloužil v rakouské armádě, z armády odešel v roce 1997. Pracoval pak jako instruktor informačních důstojníků pro ministerstvo obrany nebo školitel strategické komunikace pro další instituce. V letech 2012–2014 absolvoval dvouletý kurz politické komunikace na Dunajské univerzitě v Kremži. V roce 2017 byl v parlamentních volbách zvolen do Národní rady a opětovně i v předčasných volbách roku 2019. Dne 7. ledna 2020 vstoupil do druhé vlády Sebastiana Kurze jako ministr vnitra. Byl jedním z krizových manažerů během pandemie covidu-19. Podporoval zdrženlivou uprchlickou politiku kancléře Sebastiana Kurze.
Během jeho funkčního období jako ministra vnitra došlo ve Vídni 2. listopadu 2020 k teroristickému útoku, při němž zemřelo pět lidí a 22 lidí bylo zraněno. Pachatelem byl občan Severní Makedonie albánské národnosti. Po následných výhrůžkách útoku Nehammerově rodině byla Nehammerovi, jeho manželce a dětem poskytnuta zostřená policejní ochrana.
Prezident republiky Alexander Van der Bellen jej 6. prosince 2021 jmenoval spolkovým kancléřem. V úřadu nahradil stranického kolegu Alexandra Schallenberga, v jehož vládě působil jako ministr vnitra. V lednu 2025 uvedl, že na funkci kancléře rezignuje.
Je ženatý s Katharinou Nehammerovou roz. Nidetzky (* 1972), mají dvě děti. Manželka je rovněž členkou lidové strany a pracovala jako mluvčí ministerstva obrany.